# ボーイング T50

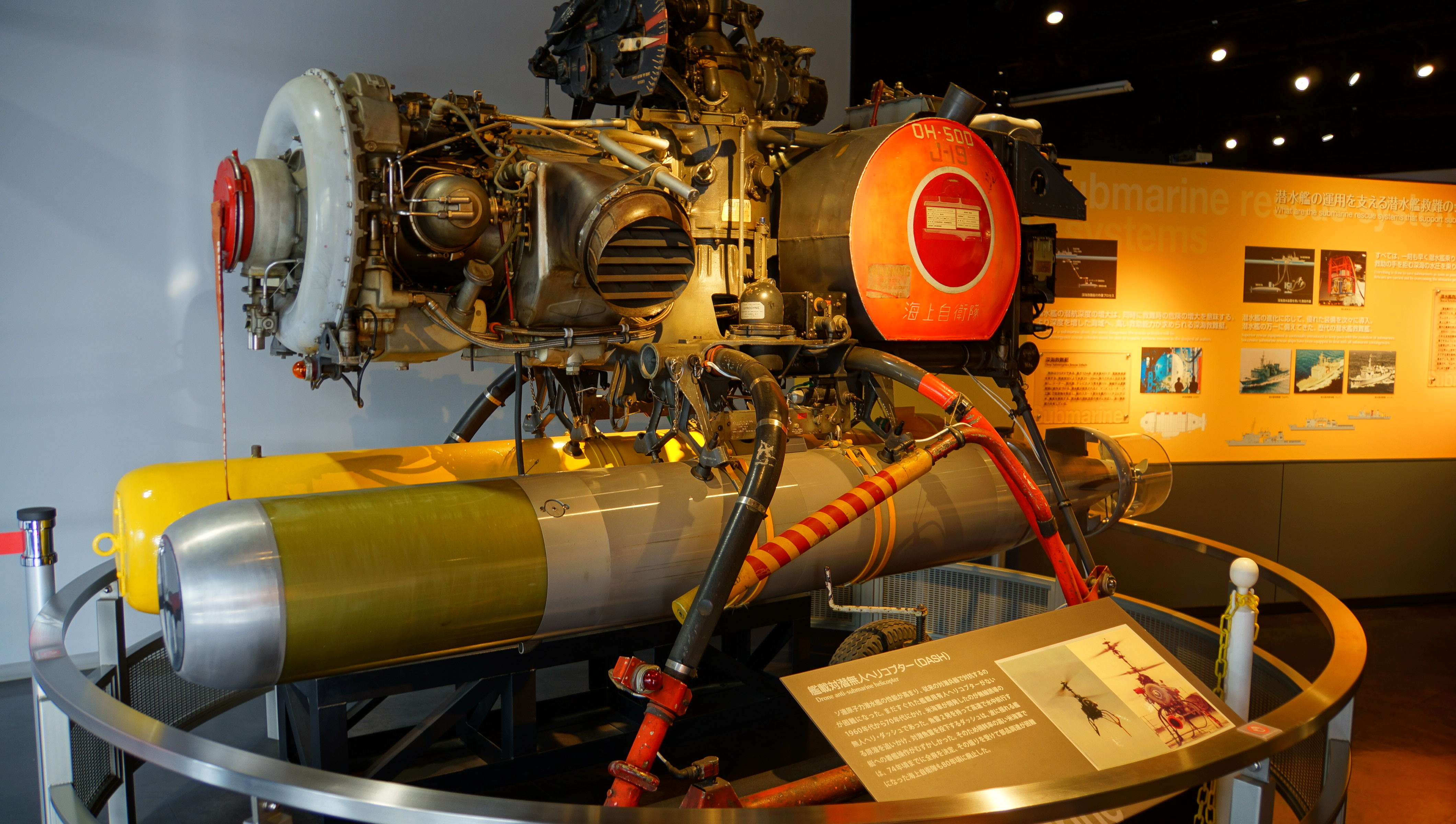
海上自衛隊呉史料館で展示されるQH-50 ダッシュ、T50エンジンが左にある

ボーイング T50 (社内分類符号モデル 502) はボーイングによって生産された小型ターボシャフトエンジンである。ボーイングの初期のモデル 500のガス発生器を原型とした T50の主要な搭載機は1950年代の無人ヘリコプターであるQH-50 ダッシュだった。出力向上型の分類符号モデル 550は QH-50Dの動力として開発され軍用分類符号T50-BO-12が与えられた。

## 派生型
T50-BO-4毎分6,000回転時の出力が270 hp (201.34 kW)の軍用ターボプロップ。
T50-BO-6
T50-BO-8毎分5,950回転時の出力が300 hp (223.71 kW)で減速比、燃料供給系等を改良した。
T50-BO-8A
T50-BO-10毎分6,000回転時の出力が330 hp (246.08 kW)
T50-BO-12
502-2Eターボプロップ 毎分2,900回転時の海面高度での定格出力が175 hp (130.50 kW)
502-7B空気圧縮機
502-8Aターボシャフト
502-8Bターボプロップ、離陸時に圧縮機が毎分37,500回転の時に出力が210 hp (156.60 kW)
502-10Bターボプロップ、離陸時に圧縮機が毎分37,500回転の時に出力が270 hp (201.34 kW)
502-10C
502-10V(T50-BO-4)
502-10VB毎分3,000回転時の出力が325 hp (242.35 kW) -10Vの派生型 / 減速比が変更されたT50-B0-4
502-10VC(T50-BO-8)
502-11空気圧縮機
502-12B
502-W
502-14(T50-BO-10)
550-1(T50-BO-12)

## 搭載機
T50（モデル 502）
- QH-50 DASH
- カマン K-225（英語版）
- カマン HTK-1
- カマン K-1125（英語版）
- XL-19B Bird Dog
- Radioplane RP-77D（英語版）

GT502
- Strv.103

## 仕様諸元 (T50-BO-10 / 502-14)

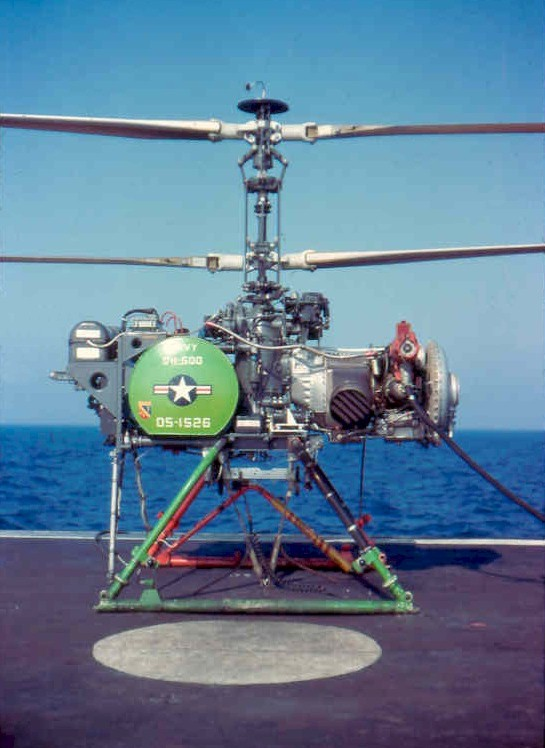
1960年代末のアレン・M・サムナー (DD-692)艦上の対潜水艦無人航空機 QH-50D T50 エンジンが右に見える

一般的特性
- 形式: ターボシャフト
- 全長: 37.2 in (945 mm)
- 直径: 22.5 in (572 mm)
- 乾燥重量: 215 lb (98 kg)

構成要素
- 圧縮機: 単段遠心式圧縮機
- 燃焼器: 2器のカン型燃焼器
- タービン: 1段式軸流式ガス発生出力タービン + 1段式軸流フリー出力タービン
- 使用燃料: 航空用ケロシン
- 潤滑システム: 圧縮噴霧/飛沫式、オイル規格: MIL-L-7808

性能
- 出力: 330 hp (246.08 kW) 軍用規格で毎分6,000回転時
- 全圧縮比（英語版）: 4.35:1
- 空気流量: 4.1 lb (2 kg)/sec
- タービン入口温度: ジェット パイプ 温度: 1,140 °F (616 °C)
- 燃料消費率: 0.87 lb/hp-hr (0.532 kg/kW-hr)
- 出力重量比: 1.535 hp/lb (2.523 kW/kg)

出典: Jane's All the World's Aircraft 1962-63.